# São Borja
São Borja is een stad in Brazilië. Zij ligt in de staat Rio Grande do Sul.

## Geschiedenis
In de 19e eeuw was de stad korte tijd de hoofdstad van de Republiek Piratini.

## Geografie

### Hydrografie
De plaats ligt aan de rivier de Uruguay die de landsgrens vormt.

### Aangrenzende gemeenten
De gemeente grenst aan Garruchos, Itacurubi, Itaqui, Maçambara, Santo Antônio das Missões en Unistalda.

#### Landsgrens
En met als landsgrens aan de gemeente Alvear en Estación Torrent in het departement General Alvear en aan de gemeente Santo Tomé in het departement Santo Tomé in de provincie Corrientes met het buurland Argentinië.

## Verkeer en vervoer
De plaats ligt aan de wegen BR-285, BR-287 en BR-472.

## Stedenbanden
Zustersteden van São Borja:
- Rio de Janeiro, Brazilië

## Geboren
- Getúlio Vargas (1883-1954), president van Brazilië (1930-1945,1951-1954)
- João Goulart (1919-1976), president van Brazilië (1961-1964)